# 2Н-Пиранон-2
2Н-Пиранон-2 (α-пирон, 2-пирон, кумалин) — бесцветная жидкость, которая имеет запах свежего сена. Относится к гетероциклам. Является изомером 4Н-пиранона-4. Полностью ненасыщенное гетероциклическое кольцо 2Н-пиранона-2 встречается в боковой цепи некоторых природных стероидов, например буфадиенолидов — стероидов, обладающих кардиотоническим действием, которые добываются из яда некоторых жаб и используются в китайской народной медицине.

## Строение пиронов
Шестичленные гетероциклические молекулы, которые содержат единственный гетероатом в виде кислорода, известны как пироны. Долгое время вопрос о степени ароматичности данной молекулы был предметом многих обсуждений и споров. Степень ароматичности связана с вкладом диполярной структуры (2) (в ней имеется «полный» ароматический цикл) в структуру пиронов. Однако, при использовании ПМР-спектра было обнаружено, что в молекуле отсутствует кольцевой ток, вследствие этого напрашивается вывод, что ароматические свойства молекулы незначительны. Кроме того, в ИК-спектре присутствует полоса поглощения карбонильной группы, что свидетельствует в пользу структуры ненасыщенного лактона.

## Методы синтеза
Существует несколько разработанных методов синтеза α-пиронов и их циклической системы. Один из основных методов получения α-пиронов — метод фон Пешмана.
- Метод фон Пешмана основан на превращении яблочной кислоты в 2Н-пиран-2-он-4-карбоновую (кумалиновую) кислоту при действии олеума. Кумалиновая кислота декарбоксилируется при пропускании её паров над нагретой медной стружкой[2].

- Существует альтернативный метод, который заключается во взаимодействии бутен-3-овой кислоты с формальдегидом[3].

При использовании β-кетоэфиров можно получить различные производные пирона.
- При кислотно катализируемой конденсации (для наилучших результатов рекомендуется использовать сухой HCl) образуется 4,6-диметил-2Н-пиран-2-он-5-карбоновая (изодегидроуксусная) кислота, которая декарбоксилируется при нагревании с серной кислотой.

- Также получаются тризамещенные пироны при сопряженном присоединении у эфирам ацетиленкарбоновых кислот. В качестве катализатора используют основания.

- Ацилирование енола 1,3 кетоальдегида диэтоксифосфинилалкановыми кислотами способствует образованию сложноэфирного фрагмента 2-пиронового цикла. Замыкание цикла протекает в результате внутримолекулярной реакции Хорнера-Эммонса[4].

- Также в синтезе пиронов возможно применение углеводов. Так используя глюкозоамин можно получить следующее пироновое производное[5]:

- Один из самых коротких путей получения 2-пиронов является реакция сочетания ацетиленов с эфирами 3-иод-α,β-непредельных кислот или с трифталатами енолов эфиров β-кетокислот. В качестве катализатора используют палладий[6].

- Также есть ещё один простой путь, который заключается в несогласованном циклоприсоединении кетенов к силиловым эфирам енолов[7].